# Commelina socorrogonzaleziae
Commelina socorrogonzaleziae är en himmelsblomsväxtart som beskrevs av Mario Adolfo Espejo Serna och López-ferr. Commelina socorrogonzaleziae ingår i släktet himmelsblommor, och familjen himmelsblomsväxter. Inga underarter finns listade.